# Justine Bo
Pour les articles homonymes, voir Bo.
Justine Bo est une écrivaine et femme de lettres française née en 1989 à Cherbourg.

## Œuvres
- Fils de Sham : éloge de la déchéance, 2013[1]
- Des griffures invisibles, 2014
- Le Type qui voulait arrêter de mourir, 2016
- Si nous ne brûlons pas, 2018[2]
- Onanisme, 2019
- Alphabet, Grasset, 2022[3],  (ISBN 9782246827108)
- Eve Melville, Cantique, 2024[4],[5],[6],[7]